# 夸维莱
夸维莱（法語：Coyviller，法語發音：[kwavile]）是法国默尔特-摩泽尔省的一个市镇，属于南锡区。

## 地理
夸维莱（48°35'13"N, 6°16'56"E）面积4.53 平方千米，位于法国大東部大區默尔特-摩泽尔省，该省份为法国东北部内陆省份，是洛林的一部分，北邻比利时、卢森堡，北起顺时针与摩泽尔省、下莱茵省、孚日省和默兹省接壤。
与夸维莱接壤的市镇（或旧市镇、城区）包括：比特库尔欧谢讷、费里耶尔、韦尔穆瓦地区马农库尔、罗西耶尔欧萨利讷、圣尼古拉德波尔、托努瓦。

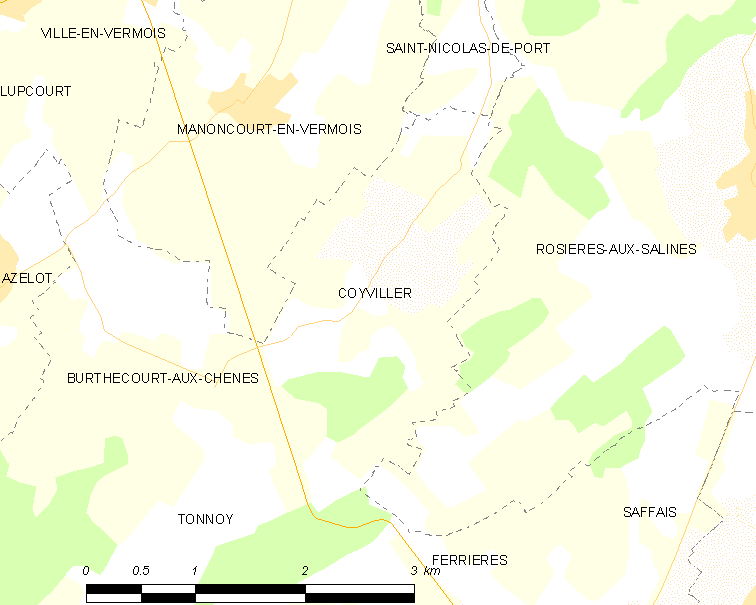
夸维莱的OSM定位图

夸维莱的时区为UTC+01:00、UTC+02:00（夏令时）。

## 行政
夸维莱的邮政编码为54210，INSEE市镇编码为54141。

## 政治
夸维莱所属的省级选区为雅维尔-拉马尔格朗日县。

## 人口

1962-2008年间夸维莱人口变化图示

夸维莱于2022年1月1日时的人口数量为156人。